# Suiza en los Juegos Olímpicos de Sapporo 1972
Suiza estuvo representada en los Juegos Olímpicos de Sapporo 1972 por un total de 52 deportistas que compitieron en 6 deportes.  
El portador de la bandera en la ceremonia de apertura fue el esquiador alpino Edmund Bruggmann.

## Medallistas
El equipo olímpico suizo obtuvo las siguientes medallas:
| Nombre                                                   | Deporte         | Competición       |
| -------------------------------------------------------- | --------------- | ----------------- |
| Oro                                                      |                 |                   |
| Jean Wicki Hans Leutenegger Werner Camichel Edy Hubacher | Bobsleigh       | Cuádruple M       |
| Bernhard Russi                                           | Esquí alpino    | Descenso M        |
| Marie-Theres Nadig                                       | Esquí alpino    | Descenso F        |
| Marie-Theres Nadig                                       | Esquí alpino    | Eslalon gigante F |
| Plata                                                    |                 |                   |
| Roland Collombin                                         | Esquí alpino    | Descenso M        |
| Edmund Bruggmann                                         | Esquí alpino    | Eslalon gigante M |
| Walter Steiner                                           | Saltos en esquí | Trampolín largo M |
| Bronce                                                   |                 |                   |
| Jean Wicki Edy Hubacher                                  | Bobsleigh       | Doble M           |
| Werner Mattle                                            | Esquí alpino    | Eslalon gigante M |
| Alfred Kälin Albert Giger Alois Kälin Eduard Hauser      | Esquí de fondo  | 4 × 10 km M       |